# Lorenzo Mediano

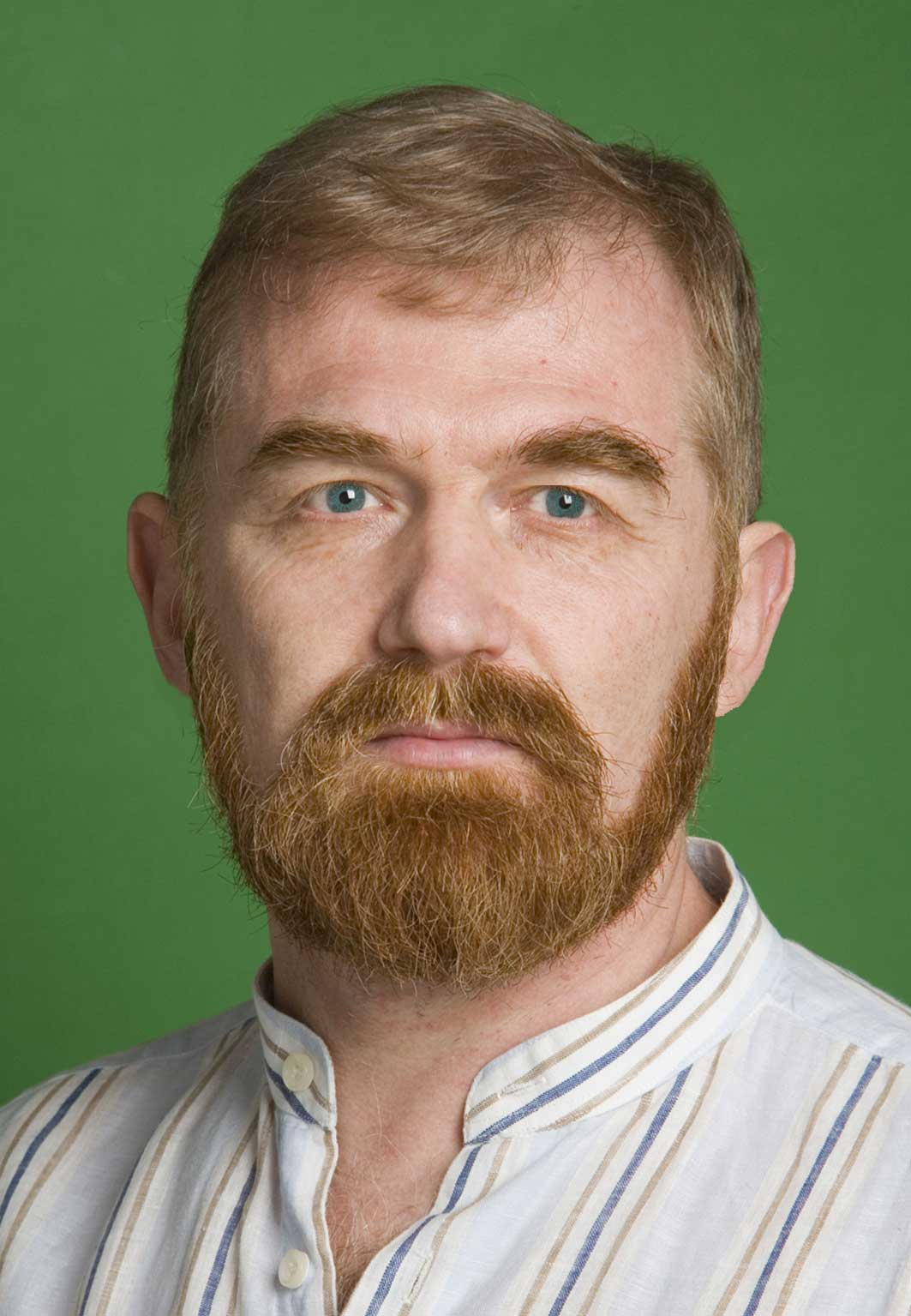
Lorenzo Mediano.
Escritor. Zaragoza (España).

Lorenzo Mediano Ortiga (Zaragoza, 1959) es un escritor español, autor de novelas como Los olvidados de Filipinas, La escarcha sobre los hombros, El secreto de la diosa y Tras la huella del hombre rojo.

## Trayectoria
Lorenzo Mediano es médico de profesión y, de hecho, ha escrito algunos libros técnicos dirigidos a médicos. Durante muchos años fue instructor de supervivencia en la naturaleza. Ha vivido en el área de los Pirineos entre los 19 y los 35 años. Escribió el primer libro de supervivencia de España, titulado Supervivencia en la naturaleza (1983). Otro libro suyo sobre naturaleza es Vivir en el campo (1987).
Como novelista y ensayista, ha escrito:
- La escarcha sobre los hombros (1998), que trata sobre la lucha de clases que aparece a consecuencia del amor entre la heredera de una casa poderosa y un pastor. Esta novela parte de una narración oral que el autor contaba a las personas que participaban en sus cursos de supervivencia. Escribió el relato y lo presentó al «concurso literario Ciudad de Barbastro», donde no tuvo éxito.[1] Luego, una vez publicada la novela, ha sido traducida a varios idiomas y en Francia obtuvo el Premio Vivre Livre en 2008. También ha sido adaptada al cómic.[3]
- Cuentos de amor imposible (2000).
- Los olvidados de Filipinas (2001), que mezcla ensayo y narración histórica; se centra en un grupo de españoles que quedaron en Filipinas después del fin del dominio español en estas islas. Esta historia surgió porque el abuelo del autor fue uno de estos hombres.
- El secreto de la diosa (2003), una novela ambientada en la prehistoria, en una sociedad matriarcal donde tienen gran importancia las creencias mágicas.
- Tras la huella del hombre rojo (2005), que también está ambientada en la prehistoria, en el encuentro entre las culturas del hombre de Cromañón y del Neandertal.
- Donde duermen las aguas (2006), una novela basada en hechos reales acontecidos en un pueblo del Pirineo aragonés y que versa sobre una trama de corrupción y mafia en la que se vio envuelto el propio autor.
- Leonardo da Vinci, un genio desconocido (2006).
- El espíritu del trigo (2007), nuevamente ambientada en la prehistoria. En esa época, entre los efectos del calentamiento del planeta, se produjo la desaparición de algunas grandes especies de las que se alimentaban los humanos y estos se vieron en la necesidad de adaptarse y cambiar su modo de alimentarse.
- El siglo de las mujeres (2009), un ensayo sobre la evolución a lo largo de la historia de las relaciones entre hombres y mujeres.
- El escriba del barro (2010), novela también de temas prehistóricos (ambientada en torno al año 3000 a. C.) que trata aspectos relacionados con el ansia de poder, los conflictos de pareja y la aparición de la escritura.
- A rosada en os güembros (2012).
- El desembarco de Alah (2013), una novela histórica ambientada en el siglo VIII, la época visigoda, en la que también se produjo la conquista musulmana de la península ibérica.[4]
- El código Machado (2018), que gira en torno al poeta Antonio Machado.

## Temas y estilo
El autor ha resaltado que trata de infundir a sus obras un lenguaje directo y sencillo, que cuente con escasos artificios, para así conseguir conectar con los lectores.
Se trata de un autor que ha producido novelas históricas, sobre todo ambientadas en la prehistoria, pero también algunas en otras épocas (Los olvidados de Filipinas, El desembarco de Alah). En ellas, además de los aspectos históricos, aparecen temas universales como el amor, la traición o el poder. Además ha tratado temas relacionados con la compleja idiosincrasia de los pueblos pirenaicos (La escarcha sobre los hombros, Donde duermen las aguas). También ha cultivado el género del ensayo: en su libro El siglo de las mujeres expone sus teorías sociológicas y antropológicas.